# Le Hors-la-loi (film)
Pour l’article homonyme, voir Le Hors-la-loi.

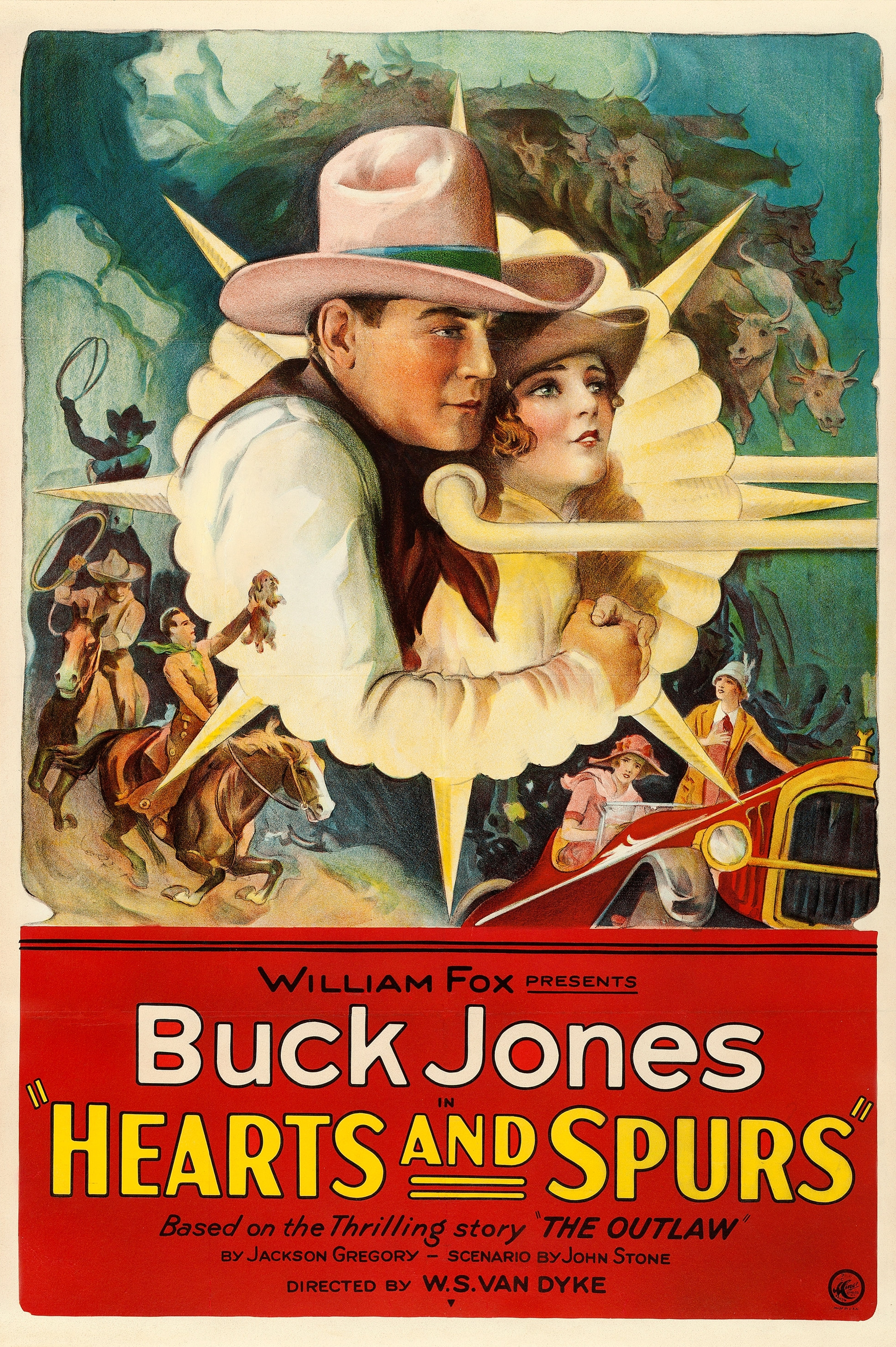
Affiche originale du film.

Le Hors-la-loi (Hearts and Spurs) est un western américain réalisé par W. S. Van Dyke et sorti en 1925.

## Synopsis
Sybil Estabrook, une jeune femme visite le ranch où son frère Oscar a été envoyé s'aguerrir. Il s'est retrouvé entre les griffes d'un joueur qui l'oblige à enfreindre la loi pour rembourser ses dettes de poker. Hal, un jeune homme, se lie d'amitié avec Sybil, gagne sa gratitude en sauvant le frère de la disgrâce. Le joueur est capturé, puis tombe d'un rocher glissant et est tué.

## Fiche technique
- Réalisation : W. S. Van Dyke
- Scénario : John Stone d'après un roman de Jackson Gregory de 1914[1]
- Photographie : Allen M. Davey
- Production : Fox Film Corporation
- Distributeur : Fox Film Corporation
- Durée : 50 minutes
- Date de sortie :
  - États-Unis : 7 juin 1925

## Distribution
- Buck Jones : Hal Emory
- Carole Lombard : Sybil Estabrook
- William B. Davidson : Victor Dufresne
- Freeman Wood : Oscar Estabrook
- Jean La Motte : Celeste
- J. Gordon Russell : Sid Thomas
- Walt Robbins : Terry Clark
- Charles Eldridge : le Sheriff
- Lucien Littlefield : Ford Driver